# Jeunes patriotes du Québec
 (décembre 2020).
Si vous disposez d'ouvrages ou d'articles de référence ou si vous connaissez des sites web de qualité traitant du thème abordé ici, merci de compléter l'article en donnant les références utiles à sa vérifiabilité et en les liant à la section « Notes et références ».
Pour les articles homonymes, voir Jeunes patriotes.
Les Jeunes patriotes du Québec (JPQ) était une organisation nationaliste et progressiste québécoise fondée au début des années 2000 par François Gendron. À partir de 2008, les Jeunes patriotes du Québec s'étaient joints à la Société de promotion et d'éducation sociopolitique (SoPED).
Les Jeunes patriotes du Québec revendiquaient avoir comme mandat de défendre les intérêts de la nation québécoise. L'organisation, qui se disait en faveur de l'émancipation de l'État québécois, se prononçait sur un ensemble de sujets qui ne touchent pas directement la question nationale. Ils sont notamment connus pour leur travail lors de la Journée nationale des patriotes (en collaboration avec la Société Saint-Jean-Baptiste de Montréal) ainsi que les commémorations du 15 février.
À la suite de l'affaire Saint-André, les Jeunes patriotes ont rompu leurs liens avec le Parti québécois. Ils se disaient politiquement orphelins jusqu'à la fin de 2011. En décembre 2011, le groupe a annoncé qu'il appuyait le parti Option nationale de Jean-Martin Aussant. Ils sont aujourd'hui inactifs bien qu'ils aient encore une présence modeste sur les réseaux sociaux.